# Rajd Niemiec 2010

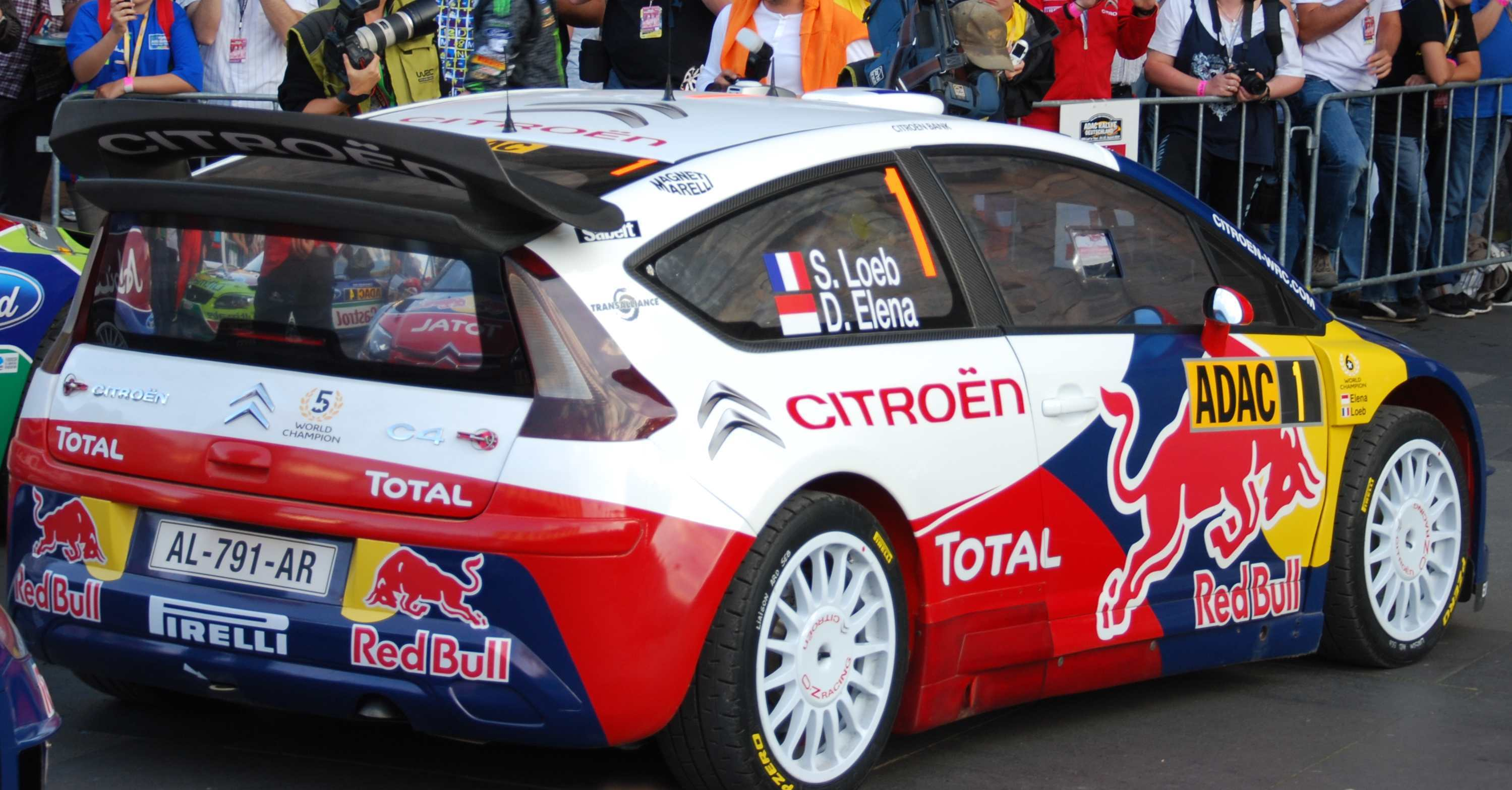
Citroen Sébastiena Loeba podczas rajdu

Rajd Niemiec (28. ADAC Rallye Deutschland) był 9. rundą Rajdowych Mistrzostw Świata 2010. Rajd odbył się w dniach 20–22 sierpnia, bazą rajdu był Trewir. Był to pierwszy z dwóch rajdów tego sezonu, podczas którego odbywały się wszystkie serie Rajdowych Mistrzostw Świata. Rajd był 4. rundą Mistrzostw Świata Juniorów (JWRC), 6. rundą Mistrzostwa Świata Samochodów Produkcyjnych (PWRC) oraz 7. rundą Mistrzostw Świata Samochodów S2000 (SWRC).
W rajdzie zwycięstwo odniósł Sébastien Loeb, była to jego 5. wygrana w tym sezonie oraz 59. w karierze w Mistrzostwach Świata. Dwa niższe miejsca na podium zajęli również kierowcy Citroëna – drugi był Dani Sordo, a trzeci Sébastien Ogier.

## Zwycięzcy odcinków specjalnych[1]
| Etap | Data        | OS | Godzina | Nazwa                    | Długość  | Zwycięzca      | Czas    | Śred. pręd  | Lider rajdu    |
| ---- | ----------- | -- | ------- | ------------------------ | -------- | -------------- | ------- | ----------- | -------------- |
| 1    | 20 sierpnia | 1  | 9:43    | Ruwertal - Fell 1        | 24,01 km | Sébastien Loeb | 13:54,2 | 103,62 km/h | Sébastien Loeb |
| 1    | 20 sierpnia | 2  | 10:46   | Grafschaft Veldenz 1     | 23,09 km | Sébastien Loeb | 13:29,5 | 102,69 km/h | Sébastien Loeb |
| 1    | 20 sierpnia | 3  | 11:34   | Moselland 1              | 19,92 km | Sébastien Loeb | 12:06,8 | 98,67 km/h  | Sébastien Loeb |
| 1    | 20 sierpnia | 4  | 14:32   | Ruwertal - Fell 2        | 24,01 km | Petter Solberg | 13:51,7 | 103,93 km/h | Sébastien Loeb |
| 1    | 20 sierpnia | 5  | 15:35   | Grafschaft Veldenz 2     | 23,09 km | Sébastien Loeb | 13:26,5 | 103,07 km/h | Sébastien Loeb |
| 1    | 20 sierpnia | 6  | 16:23   | Moselland 2              | 19,92 km | Daniel Sordo   | 12:01,3 | 99,42 km/h  | Sébastien Loeb |
|      |             |    |         |                          |          |                |         |             | Sébastien Loeb |
| 2    | 21 sierpnia | 7  | 7:48    | Hermeskeil - Gusenburg 1 | 11,34 km | Sébastien Loeb | 6:11,5  | 109,89 km/h | Sébastien Loeb |
| 2    | 21 sierpnia | 8  | 8:31    | St. Wendeler Land 1      | 16,95 km | Daniel Sordo   | 9:10,3  | 110,88 km/h | Sébastien Loeb |
| 2    | 21 sierpnia | 9  | 9:04    | Freisen - Westrich 1     | 17,50 km | Sébastien Loeb | 9:55,7  | 105,76 km/h | Sébastien Loeb |
| 2    | 21 sierpnia | 10 | 10:30   | Arena Panzerplatte 1     | 48,00 km | Sébastien Loeb | 27:55,8 | 103,11 km/h | Sébastien Loeb |
| 2    | 21 sierpnia | 11 | 14:43   | Hermeskeil - Gusenburg 2 | 11,34 km | Petter Solberg | 6:11,3  | 109,95 km/h | Sébastien Loeb |
| 2    | 21 sierpnia | 12 | 15:26   | St. Wendeler Land 2      | 16,95 km | Daniel Sordo   | 9:11,6  | 110,62 km/h | Sébastien Loeb |
| 2    | 21 sierpnia | 13 | 15:59   | Freisen - Westrich 2     | 17,50 km | Daniel Sordo   | 9:59,2  | 105,14 km/h | Sébastien Loeb |
| 2    | 21 sierpnia | 14 | 17:25   | Arena Panzerplatte 2     | 48,00 km | Petter Solberg | 27:39,2 | 104,15 km/h | Sébastien Loeb |
|      |             |    |         |                          |          |                |         |             | Sébastien Loeb |
| 3    | 22 sierpnia | 15 | 7:28    | Dhrontal 1               | 22,58 km | Petter Solberg | 14:44.2 | 91,93 km/h  | Sébastien Loeb |
| 3    | 22 sierpnia | 16 | 8:03    | Moselwein 1              | 18,08 km | Sébastien Loeb | 10:50,7 | 100,03 km/h | Sébastien Loeb |
| 3    | 22 sierpnia | 17 | 10:36   | Dhrontal 2               | 22,58 km | Petter Solberg | 14:36,9 | 92,70 km/h  | Sébastien Loeb |
| 3    | 22 sierpnia | 18 | 11:11   | Moselwein 2              | 18,08 km | Sébastien Loeb | 10:44,0 | 101,07 km/h | Sébastien Loeb |
| 3    | 22 sierpnia | 19 | 13:03   | SSS Circus Maximus Trier | 4,37 km  | Kimi Räikkönen | 3:13,9  | 81,13 km/h  | Sébastien Loeb |

| Zwycięzcy OS-ów | Zwycięzcy OS-ów |
| Kierowca        | Ilość           |
| --------------- | --------------- |
| Sébastien Loeb  | 9               |
| Petter Solberg  | 5               |
| Daniel Sordo    | 4               |
| Kimi Räikkönen  | 1               |

## Klasyfikacja ostateczna
| Msc.     | Kierowca               | Pilot                   | Samochód                  | Czas      | Strata  | Grupa | Punkty |
| -------- | ---------------------- | ----------------------- | ------------------------- | --------- | ------- | ----- | ------ |
| 1.       | Sébastien Loeb         | Daniel Elena            | Citroën C4 WRC            | 3:59:38.3 | 0.0     | A8 M  | 25     |
| 2.       | Dani Sordo             | Diego Vallejo           | Citroën C4 WRC            | 4:00:29.6 | 51.3    | A8 M  | 18     |
| 3.       | Sébastien Ogier        | Julien Ingrassia        | Citroën C4 WRC            | 4:01:51.6 | 2:13.3  | A8 M  | 15     |
| 4.       | Jari-Matti Latvala     | Miikka Anttila          | Ford Focus RS WRC 09      | 4:02:12.2 | 2:33.9  | A8 M  | 12     |
| 5.       | Petter Solberg         | Chris Patterson         | Citroën C4 WRC            | 4:06:26.0 | 6:47.7  | A8    | 10     |
| 6.       | Matthew Wilson         | Scott Martin            | Ford Focus RS WRC 08      | 4:08:25.0 | 8:46.7  | A8 M  | 8      |
| 7.       | Kimi Räikkönen         | Kaj Lindström           | Citroën C4 WRC            | 4:08:28.8 | 8:50.5  | A8 M  | 6      |
| 8.       | Khalid Al Qassimi      | Michael Orr             | Ford Focus RS WRC 08      | 4:17:14.8 | 17:36.5 | A8    | 4      |
| 9.       | Mark van Eldik         | Robin Buysmans          | Subaru Impreza WRC 08     | 4:17:31.3 | 17:53.0 | A8    | 2      |
| 10.      | Patrik Sandell         | Emil Axelsson           | Škoda Fabia S2000         | 4:17:37.1 | 17:58.8 | N4    | 1      |
| JWRC     |                        |                         |                           |           |         |       |        |
| 1. (22.) | Hans Weijs Jr.         | Bjorn Degandt           | Citroën C2 S1600          | 4:30:13.4 | 0.0     | A6    | 25     |
| 2. (26.) | Aaron Burkart          | André Kachel            | Suzuki Swift S1600        | 4:35:32.6 | 5:19.2  | N4    | 18     |
| 3. (30.) | Karl Kruuda            | Martin Järveoja         | Suzuki Swift S1600        | 4:41:26.1 | 11:12.7 | A6    | 15     |
| 4. (38.) | Christian Riedemann    | Josefine Corinn Beinke  | Ford Fiesta R2            | 4:50:53.4 | 20:40.0 | A6    | 12     |
| 5. (40.) | Egoi Eder Valdés López | Albert Garduno          | Renault Clio R3           | 4:58:57.0 | 28:43.6 | A7    | 10     |
| 6. (46.) | Yeray Lemes            | Rogelio Peňate          | Renault Clio S1600        | 5:05:13.3 | 34:59.9 | A6    | 8      |
| 7. (54.) | Todor Sławow           | Dobromir Filipow        | Renault Clio R3           | 5:27:34.0 | 57:20.6 | A7    | 6      |
| SWRC     |                        |                         |                           |           |         |       |        |
| 1. (10.) | Patrik Sandell         | Emil Axelsson           | Škoda Fabia S2000         | 4:17:37.1 | 0.0     | N4    | 25     |
| 2. (11.) | Martin Prokop          | Jan Tománek             | Ford Fiesta S2000         | 4:17:41.8 | 4.7     | N4    | 18     |
| 3. (13.) | Per-Gunnar Andersson   | Anders Fredriksson      | Škoda Fabia S2000         | 4:20:49.7 | 3:12.6  | N4    | 15     |
| 4. (14.) | Eyvind Brynildsen      | Cato Menkerud           | Škoda Fabia S2000         | 4:20:52.3 | 3:15.2  | N4    | 12     |
| 5. (15.) | Xavier Pons            | Alex Haro               | Ford Fiesta S2000         | 4:23:37.2 | 6:00.1  | N4    | 10     |
| 6. (28.) | Michał Kościuszko      | Maciej Szczepaniak      | Škoda Fabia S2000         | 4:40:48.8 | 23:11.7 | N4    | 8      |
| 7. (32.) | Bernardo Sousa         | Nuno Rodrigues da Silva | Ford Fiesta S2000         | 4:42:06.1 | 24:29.0 | N4    | 6      |
| 8. (34.) | Albert Llovera         | Borja Rozada            | Abarth Grande Punto S2000 | 4:47:17.9 | 29:40.8 | N4    | 4      |
| PWRC     |                        |                         |                           |           |         |       |        |
| 1. (18.) | Armindo Araújo         | Miguel Ramalho          | Mitsubishi Lancer Evo X   | 4:26:08.4 | 0.0     | N4    | 25     |
| 2. (19.) | Hayden Paddon          | John Kennard            | Mitsubishi Lancer Evo X   | 4:26:32.8 | 24.4    | N4    | 18     |
| 3. (20.) | Patrik Flodin          | Göran Bergsten          | Subaru Impreza WRX STI    | 4:28:53.5 | 2:45.1  | N4    | 15     |
| 4. (23.) | Hermann Gassner Jr.    | Katharina Wüstenhagen   | Mitsubishi Lancer Evo IX  | 4:30:43.6 | 4:35.2  | N4    | 12     |
| 5. (31.) | Ott Tänak              | Kuldar Sikk             | Mitsubishi Lancer Evo X   | 4:41:42.0 | 15:33.6 | N4    | 10     |
| 6. (36.) | Toshi Arai             | Daniel Barritt          | Subaru Impreza WRX STI    | 4:49:35.8 | 23:27.4 | N4    | 8      |
| 7. (43.) | Nicholai Georgiou      | Joseph Matar            | Mitsubishi Lancer Evo X   | 4:59:09.6 | 33:01.2 | N4    | 6      |
| 8. (45.) | Peter Horsey           | Calvin Cooledge         | Mitsubishi Lancer Evo X   | 5:01:10.6 | 35:02.2 | N4    | 4      |
| 9. (53.) | Nuno Barroso Pereira   | Pedro Conde             | Subaru Impreza WRX STI    | 5:26:01.9 | 59:53.5 | N4    | 2      |

1. ↑  Litera M przy oznaczeniu grupy do której należy samochód oznacza, iż tylko ci kierowcy zdobywali punkty dla swoich zespołów liczonych w klasyfikacji producentów na koniec sezonu.

## Klasyfikacja po 9 rundach

### Kierowcy
| Lp. | Kierowca           | Pkt |
| --- | ------------------ | --- |
| 1   | Sébastien Loeb     | 191 |
| 2   | Sébastien Ogier    | 133 |
| 3   | Jari-Matti Latvala | 117 |
| 4   | Petter Solberg     | 100 |
| 5   | Dani Sordo         | 95  |
| 6   | Mikko Hirvonen     | 86  |
| 7   | Matthew Wilson     | 56  |
| 8   | Federico Villagra  | 26  |
| 9   | Henning Solberg    | 25  |
| 10  | Kimi Räikkönen     | 21  |

### Producenci
| Lp. | Producent           | Pkt |
| --- | ------------------- | --- |
| 1   | Citroen WRT         | 308 |
| 2   | BP Ford WRT         | 222 |
| 3   | Citroen Junior Team | 168 |
| 4   | Stobart Ford        | 118 |
| 5   | Munchi's Ford       | 40  |